# 澀鈎齒脂鯉
澀鈎齒脂鯉，為輻鰭魚綱脂鯉目脂鯉亞目脂鯉科的其中一個種，分布於南美洲秘魯東北部Marañon河上游及厄瓜多東南部Napo河流域，體長可達9.6公分，棲息在底中層水域，生活習性不明。

## 扩展阅读
維基物種上的相關：澀鈎齒脂鯉